# Collegio di North West Hampshire
North West Hampshire è un collegio elettorale inglese situato nell'Hampshire rappresentato alla camera dei Comuni del parlamento del Regno Unito. Elegge un membro del parlamento con il sistema maggioritario a turno unico; l'attuale parlamentare è Kit Malthouse del Partito Conservatore, che rappresenta il collegio dal 2015.

## Estensione

Il collegio di North West Hampshire dal 2010 al 2024

- 1983–1997: i ward del Borough di Test Valley di Alamein, Anna, Bourne Valley, Dun Valley, Harewood, Harroway, Kings Somborne and Michelmersh, Millway, Nether Wallop and Broughton, Over Wallop, St Mary's, Stockbridge, Tedworth, Weyhill e Winton e i ward del Borough di Basingstoke and Deane di Baughurst, Burghclere, East Woodhay, Kingsclere, Overton, St Mary Bourne, Tadley Central, Tadley North, Tadley South e Whitchurch.
- 1997–2010: i ward del Borough di Test Valley di Alamein, Anna, Bourne Valley, Harroway, Millway, St Mary's, Tedworth, Weyhill e Winton, e i ward del Borough di Basingstoke and Deane di Baughurst and Heath End, Burghclere, East Woodhay, Highclere and Bourne, Kingsclere, Oakley and North Waltham, Overton and Laverstoke, Sherborne St John, Tadley e Whitchurch.
- 2010-2024: i ward del Borough di Test Valley di Alamein, Amport, Anna, Bourne Valley, Charlton, Harroway, Millway, Penton Bellinger, St Mary’s e Winton, e i ward del Borough di Basingstoke and Deane di Baughurst, Burghclere, East Woodhay, Highclere and Bourne, Kingsclere, Oakley and North Waltham, Overton, Laverstoke and Steventon, Tadley North, Tadley South e Whitchurch.
- dal 2024: i ward del Borough di  Test Valley di Andover Downlands; Andover Harroway; Andover Millway; Andover Romans; Andover St. Mary’s; Andover Winton e Bourne Valley, e i ward del Borough di Basingstoke and Deane di Evingar; Sherborne St. John and Rooksdown; Tadley and Pamber; Tadley North, Kingsclere and Baughurst e Whitchurch, Overton and Laverstoke.

## Membri del parlamento
| Elezione | Elezione      | Deputato       | Partito      |
| -------- | ------------- | -------------- | ------------ |
|          | 1983          | David Mitchell | Conservatore |
| 1997     | George Young  |                | Conservatore |
| 2015     | Kit Malthouse |                | Conservatore |

## Elezioni

### Elezioni negli anni 2020
| Partito                    | Partito                                   | Candidato                  | Risultati 4 luglio 2024 | Risultati 4 luglio 2024 |
| Partito                    | Partito                                   | Candidato                  | Voti                    | %                       |
| -------------------------- | ----------------------------------------- | -------------------------- | ----------------------- | ----------------------- |
|                            | Conservatore                              | Kit Malthouse              | 17 770                  | 34,96                   |
|                            | Laburista                                 | Andy Fitchet               | 14 482                  | 28,49                   |
|                            | Reform UK                                 | Andy Meacham               | 7 734                   | 15,22                   |
|                            | Lib Dem                                   | Luigi Gregori              | 7 626                   | 15,01                   |
|                            | Verdi                                     | Hina West                  | 2 745                   | 5,40                    |
|                            | Hampshire Independents                    | Phil Heathl                | 466                     | 0,92                    |
|                            |                                           |                            |                         |                         |
| Iscritti                   | Iscritti                                  | Iscritti                   | 78 629                  | 100,00                  |
| ↳ Votanti (% su iscritti)  | ↳ Votanti (% su iscritti)                 | ↳ Votanti (% su iscritti)  | 50 823                  | 64,64                   |
| ↳ Astenuti (% su iscritti) | ↳ Astenuti (% su iscritti)                | ↳ Astenuti (% su iscritti) | 27 806                  | 35,36                   |
|                            |                                           |                            |                         |                         |
|                            | Esito: collegio confermato a Conservatore |                            |                         |                         |

### Elezioni negli anni 2010
| Partito                    | Partito                                   | Candidato                  | Risultati 12 dicembre 2019 | Risultati 12 dicembre 2019 |
| Partito                    | Partito                                   | Candidato                  | Voti                       | %                          |
| -------------------------- | ----------------------------------------- | -------------------------- | -------------------------- | -------------------------- |
|                            | Conservatore                              | Kit Malthouse              | 36 591                     | 62,10                      |
|                            | Lib Dem                                   | Luigi Gregori              | 10 283                     | 17,45                      |
|                            | Laburista                                 | Liz Bell                   | 9 327                      | 15,83                      |
|                            | Verdi                                     | Lance Mitchell             | 2 717                      | 4,61                       |
|                            |                                           |                            |                            |                            |
| Iscritti                   | Iscritti                                  | Iscritti                   | 83 083                     | 100,00                     |
| ↳ Votanti (% su iscritti)  | ↳ Votanti (% su iscritti)                 | ↳ Votanti (% su iscritti)  | 58 918                     | 70,91                      |
| ↳ Astenuti (% su iscritti) | ↳ Astenuti (% su iscritti)                | ↳ Astenuti (% su iscritti) | 24 165                     | 29,09                      |
|                            |                                           |                            |                            |                            |
|                            | Esito: collegio confermato a Conservatore |                            |                            |                            |

| Partito                    | Partito                                   | Candidato                  | Risultati 8 giugno 2017 | Risultati 8 giugno 2017 |
| Partito                    | Partito                                   | Candidato                  | Voti                    | %                       |
| -------------------------- | ----------------------------------------- | -------------------------- | ----------------------- | ----------------------- |
|                            | Conservatore                              | Kit Malthouse              | 36 471                  | 62,06                   |
|                            | Laburista                                 | Andy Fitchet               | 13 792                  | 23,47                   |
|                            | Lib Dem                                   | Alex Payton                | 5 708                   | 9,71                    |
|                            | UKIP                                      | Roger Clark                | 1 467                   | 2,50                    |
|                            | Verdi                                     | Dan Hill                   | 1 334                   | 2,27                    |
|                            |                                           |                            |                         |                         |
| Iscritti                   | Iscritti                                  | Iscritti                   | 81 514                  | 100,00                  |
| ↳ Votanti (% su iscritti)  | ↳ Votanti (% su iscritti)                 | ↳ Votanti (% su iscritti)  | 58 772                  | 72,10                   |
| ↳ Astenuti (% su iscritti) | ↳ Astenuti (% su iscritti)                | ↳ Astenuti (% su iscritti) | 22 742                  | 27,90                   |
|                            |                                           |                            |                         |                         |
|                            | Esito: collegio confermato a Conservatore |                            |                         |                         |

| Partito                    | Partito                                   | Candidato                  | Risultati 7 maggio 2015 | Risultati 7 maggio 2015 |
| Partito                    | Partito                                   | Candidato                  | Voti                    | %                       |
| -------------------------- | ----------------------------------------- | -------------------------- | ----------------------- | ----------------------- |
|                            | Conservatore                              | Kit Malthouse              | 32 052                  | 58,07                   |
|                            | UKIP                                      | Susan Perkins              | 8 109                   | 14,69                   |
|                            | Laburista                                 | Andrew Adams               | 7 342                   | 13,30                   |
|                            | Lib Dem                                   | Alexander Payton           | 5 151                   | 9,33                    |
|                            | Verdi                                     | Dan Hill                   | 2 541                   | 4,60                    |
|                            |                                           |                            |                         |                         |
| Iscritti                   | Iscritti                                  | Iscritti                   | 79 189                  | 100,00                  |
| ↳ Votanti (% su iscritti)  | ↳ Votanti (% su iscritti)                 | ↳ Votanti (% su iscritti)  | 55 195                  | 69,70                   |
| ↳ Astenuti (% su iscritti) | ↳ Astenuti (% su iscritti)                | ↳ Astenuti (% su iscritti) | 23 994                  | 30,30                   |
|                            |                                           |                            |                         |                         |
|                            | Esito: collegio confermato a Conservatore |                            |                         |                         |

| Partito                    | Partito                                   | Candidato                  | Risultati 6 maggio 2010 | Risultati 6 maggio 2010 |
| Partito                    | Partito                                   | Candidato                  | Voti                    | %                       |
| -------------------------- | ----------------------------------------- | -------------------------- | ----------------------- | ----------------------- |
|                            | Conservatore                              | George Young               | 31 072                  | 58,31                   |
|                            | Lib Dem                                   | Tom McCann                 | 12 489                  | 23,44                   |
|                            | Laburista                                 | Sarah Evans                | 6 980                   | 13,10                   |
|                            | UKIP                                      | Stan Oram                  | 2 751                   | 5,16                    |
|                            |                                           |                            |                         |                         |
| Iscritti                   | Iscritti                                  | Iscritti                   | 76 568                  | 100,00                  |
| ↳ Votanti (% su iscritti)  | ↳ Votanti (% su iscritti)                 | ↳ Votanti (% su iscritti)  | 53 292                  | 69,60                   |
| ↳ Astenuti (% su iscritti) | ↳ Astenuti (% su iscritti)                | ↳ Astenuti (% su iscritti) | 23 276                  | 30,40                   |
|                            |                                           |                            |                         |                         |
|                            | Esito: collegio confermato a Conservatore |                            |                         |                         |

### Elezioni negli anni 2000
| Partito                    | Partito                                   | Candidato                  | Risultati 5 maggio 2005 | Risultati 5 maggio 2005 |
| Partito                    | Partito                                   | Candidato                  | Voti                    | %                       |
| -------------------------- | ----------------------------------------- | -------------------------- | ----------------------- | ----------------------- |
|                            | Conservatore                              | George Young               | 26 005                  | 50,73                   |
|                            | Lib Dem                                   | Martin Tod                 | 12 741                  | 24,85                   |
|                            | Laburista                                 | Michael Mumford            | 10 594                  | 20,67                   |
|                            | UKIP                                      | Peter Sumner               | 1 925                   | 3,75                    |
|                            |                                           |                            |                         |                         |
| Iscritti                   | Iscritti                                  | Iscritti                   | 79 727                  | 100,00                  |
| ↳ Votanti (% su iscritti)  | ↳ Votanti (% su iscritti)                 | ↳ Votanti (% su iscritti)  | 51 265                  | 64,30                   |
| ↳ Astenuti (% su iscritti) | ↳ Astenuti (% su iscritti)                | ↳ Astenuti (% su iscritti) | 28 462                  | 35,70                   |
|                            |                                           |                            |                         |                         |
|                            | Esito: collegio confermato a Conservatore |                            |                         |                         |

| Partito                    | Partito                                   | Candidato                  | Risultati 7 giugno 2001 | Risultati 7 giugno 2001 |
| Partito                    | Partito                                   | Candidato                  | Voti                    | %                       |
| -------------------------- | ----------------------------------------- | -------------------------- | ----------------------- | ----------------------- |
|                            | Conservatore                              | George Young               | 24 374                  | 50,12                   |
|                            | Laburista                                 | Michael Mumford            | 12 365                  | 25,43                   |
|                            | Lib Dem                                   | Alex Bentley               | 10 329                  | 21,24                   |
|                            | UKIP                                      | Stanley Oram               | 1 563                   | 3,21                    |
|                            |                                           |                            |                         |                         |
| Iscritti                   | Iscritti                                  | Iscritti                   | 78 059                  | 100,00                  |
| ↳ Votanti (% su iscritti)  | ↳ Votanti (% su iscritti)                 | ↳ Votanti (% su iscritti)  | 48 631                  | 62,30                   |
| ↳ Astenuti (% su iscritti) | ↳ Astenuti (% su iscritti)                | ↳ Astenuti (% su iscritti) | 29 428                  | 37,70                   |
|                            |                                           |                            |                         |                         |
|                            | Esito: collegio confermato a Conservatore |                            |                         |                         |

## Risultati dei referendum

### Referendum sulla permanenza del Regno Unito nell'Unione europea del 2016
|             | Collegio             | Lasciare UE % | Rimanere in UE % |
| ----------- | -------------------- | ------------- | ---------------- |
|             | North West Hampshire | 54,5%         | 45,5%            |
| Inghilterra | 53,3%                | 46,7%         |                  |
| Regno Unito | 51,9%                | 48,1%         |                  |